# Quaderni Rossi
Quaderni rossi fu una rivista italiana della sinistra operaista promossa nel 1961 da un gruppo di "eretici" di sinistra, tra cui Raniero Panzieri e Mario Tronti. Cessò le pubblicazioni nel 1966.

## Storia
La rivista ebbe una fondamentale importanza per la formazione politico-culturale della cosiddetta nuova sinistra in Italia. Uscirono tra il 1961 e il 1965 sei numeri, di cui l'ultimo dopo la morte di Panzieri. L'impostazione della rivista era prevalentemente di analisi e di studio. Dal gruppo originario uscirono nel 1963 Mario Tronti, Alberto Asor Rosa e Massimo Cacciari per fondare la rivista Classe operaia (cui collaborarono anche Toni Negri, Gaspare De Caro e altri). L'impostazione di Classe operaia era più operativa, più concreta.
In Quaderni rossi furono trattate le principali questioni di grande interesse politico attraverso un'attività di "con-ricerca" tra operai e intellettuali, ma gli interventi maggiori furono quelli relativi alla lotta di classe in fabbrica ed all'organizzazione capitalistica del lavoro, temi classici della sinistra ma sviluppati in un'ottica più moderna, diversa e alternativa rispetto a quella tradizionale del sindacato, inquadrata inoltre nelle nuove condizioni venutesi a creare con la formazione del governo di centro-sinistra e con le aspettative che ne conseguivano. Vi apparvero nuove opinioni di lotta, come quella pubblicata nel 1963 che vedeva gli scioperi selvaggi come un modo adeguato di contestare il disegno di ammodernamento neocapitalistico:
1) La lotta operaia costituisce un pericolo per i capitalisti, ma essi non pensano di poterla eliminare. Il loro obiettivo si limita a incanalare la lotta operaia in certe modalità ed in certi limiti prevedibili. Non desiderano eliminare gli scioperi, ma vincolarli "a date fisse", ad esempio al periodico rinnovo del contratto di lavoro, e renderli quindi prevedibili e quantificabili e non incidenti nel processo di sviluppo.
2) Le nuove leve operaie vogliono partecipare alla gestione dell'azienda e non essere oggetto passivo della disponibilità aziendale; vogliono sentirsi come "classe", per poter conquistare un potere di fronte all'azienda.
Tra il 1961 ed il 1967 nacque un gran numero di riviste diverse, alcune delle quali di notevole importanza. Vi vennero trattati e divulgati, in maniera indipendente e spesso in polemica con i partiti e i sindacati, tutti i maggiori temi del movimento operaio, come le condizioni di lavoro in fabbrica, le libertà sindacali, ma anche i problemi di interesse politico generale, come la rottura URSS-Cina, la Rivoluzione culturale proletaria, la guerriglia in America Latina, la lotta del popolo del Vietnam, il movimento delle Pantere Nere negli Stati Uniti d'America, la nuova sinistra statunitense, ecc.
Quaderni rossi e le riviste derivate prepararono la base teorica per il movimento di contestazione sociale studentesco del '68 e la operaia dell'autunno 1969.
Nel 1970 furono ristampati a cura di Dario Lanzardo in 8 volumi dalle edizioni Sapere.

## Titoli dei numeri di Quaderni Rossi
- 1 Lotte operaie nello sviluppo capitalistico
- 2 La fabbrica e la società
- 3 Piano capitalistico e classe operaia
- 4 Produzione, consumi e lotta di classe
- 5 Intervento socialista nella lotta operaia
- 6 Movimento operaio e autonomia nella lotta di classe